# Bėnder: Zoloto imperii
Bėnder: Zoloto imperii (Бендер: Золото империи) è un film del 2021 diretto da Igor' Zajcev.

## Trama
Ibrahim Bėnder e il suo studente Ostap perdono improvvisamente un prezioso tesoro caduto nelle mani di Nestor Machno, il quale è sicuro che ci siano altre reliquie nelle vicinanze. Di conseguenza, rossi, bianchi, banditi e partigiani iniziano a dare la caccia all'oro.